# Tone Janša
Anton „Tone“ Janša (* 5. Mai 1943 in Ormož) ist ein slowenischer Jazzmusiker (Saxophone, Flöte, Komposition) und Musikpädagoge.

## Werdegang
Janša schloss 1975 sein Instrumentalstudium an der Musikhochschule Graz mit Diplom in klassischem und Jazz-Saxophon ab. Nach weiterführenden Studien am Berklee College of Music in den USA kehrte er zunächst nach Jugoslawien zurück.
Bereits während des Studiums gründete er 1972 sein eigenes Quartett, zunächst mit André Jeanquartier, Ewald Oberleitner und John Preininger. 1974 wurde er Mitglied der RTV Ljubljana Big Band, in der er bis 1984 tätig und an zahlreichen Produktionen beteiligt war. Mit seiner Band war er auf zahlreichen Tourneen durch Europa unterwegs, aber auch in Indien und der damaligen Sowjetunion. Seit 1988 war er als Dozent an der Universität für Musik und darstellende Kunst Graz tätig. Auch ist er auf Tonträgern und Produktionen mit Aladár Pege, Gustav Brom, Mladi Levi und dem Swing & Musical Orchester Graz zu hören.

## Diskographische Hinweise
- Bouyancy (Kudos 1976/78, mit André Jeanquartier, Ewald Oberleitner, John Preininger)[1]
- Goa (1983, mit  Dejan Pečenko, Andy Lumpp, Bernd Dietrich, Slavko Avsenik, Jr., Gerhard Wennemuth, Adelhard Roidinger, Karel Novak, Ratko Divjak)[2]
- Tone Jansa Quartet featuring Woody Shaw (Timeless 1985, mit Renato Chicco, Peter Herbert, Dragan Gajić)[3]
- Long Way (2016, mit Renato Chicco, Fillipp Zarfl, Drago Gajo)[4]